# Guatemalica fuliginosa
Guatemalica fuliginosa är en skalbaggsart som beskrevs av Nonfried 1894. Guatemalica fuliginosa ingår i släktet Guatemalica och familjen Cetoniidae. Inga underarter finns listade i Catalogue of Life.